# シャンプー (クマムシの曲)
「シャンプー」は、クマムシの楽曲及び、配信限定シングル。2015年7月29日に配信。配信元はユニバーサルミュージック。
3ヶ月連続リリースの「夏の湘南3部作」の2作目である。

## 解説
前作「なんだしっ!」と同様に、ジャケットやミュージック・ビデオは湘南がモチーフとして製作されている。
ミュージックビデオは、沖縄県の「アラハビーチ」で撮影をしており、ミュージックビデオ内に出演している約100人のエキストラは、クマムシが自身のツイッターで募集した。バックダンサーはChuning Candy。
1stアルバム『特別なスープ』でアルバム初収録かつ初CD化となった。